# 獨立國家聯合體
獨立國家聯合體（CIS），简称独联体，是欧亚大陆的一个区域性政府间国际组织，于1991年苏联解体后成立的。独联体总面积为20,368,759平方公里，估计人口为239,796,010。独联体鼓励在经济、政治和军事上的合作，并在贸易、金融、法律和安全协调领域拥有一定的权力，包括预防和打击跨境犯罪等。
随着苏联的解体，白俄罗斯、俄罗斯和乌克兰于1991年12月8日签署《別洛韋日協議》，宣布苏联不复存在，并由独联体取而代之。12月21日签署《阿拉木图宣言》，但爱沙尼亚、拉脱维亚和立陶宛决定不参加。2008年俄格战争后格鲁吉亚退出了独联体。乌克兰于2018年正式终止了对独联体的参与，在俄罗斯吞并克里米亚后，乌克兰已于2014年停止参与该组织。2022年俄罗斯入侵乌克兰后，摩尔多瓦表示有意逐步退出独联体体制框架。
独联体九个成员国中有八个参加了独联体自由贸易区。独联体有三个组织：集体安全条约组织、欧亚经济联盟（以及下属机构欧亚关税同盟和欧亚经济空间）；以及俄白联盟国。第一个和第二个是军事和经济联盟，第三个旨在建立俄罗斯和白俄罗斯的国家联盟，拥有共同的政府和货币。

## 历史和结构

### 背景

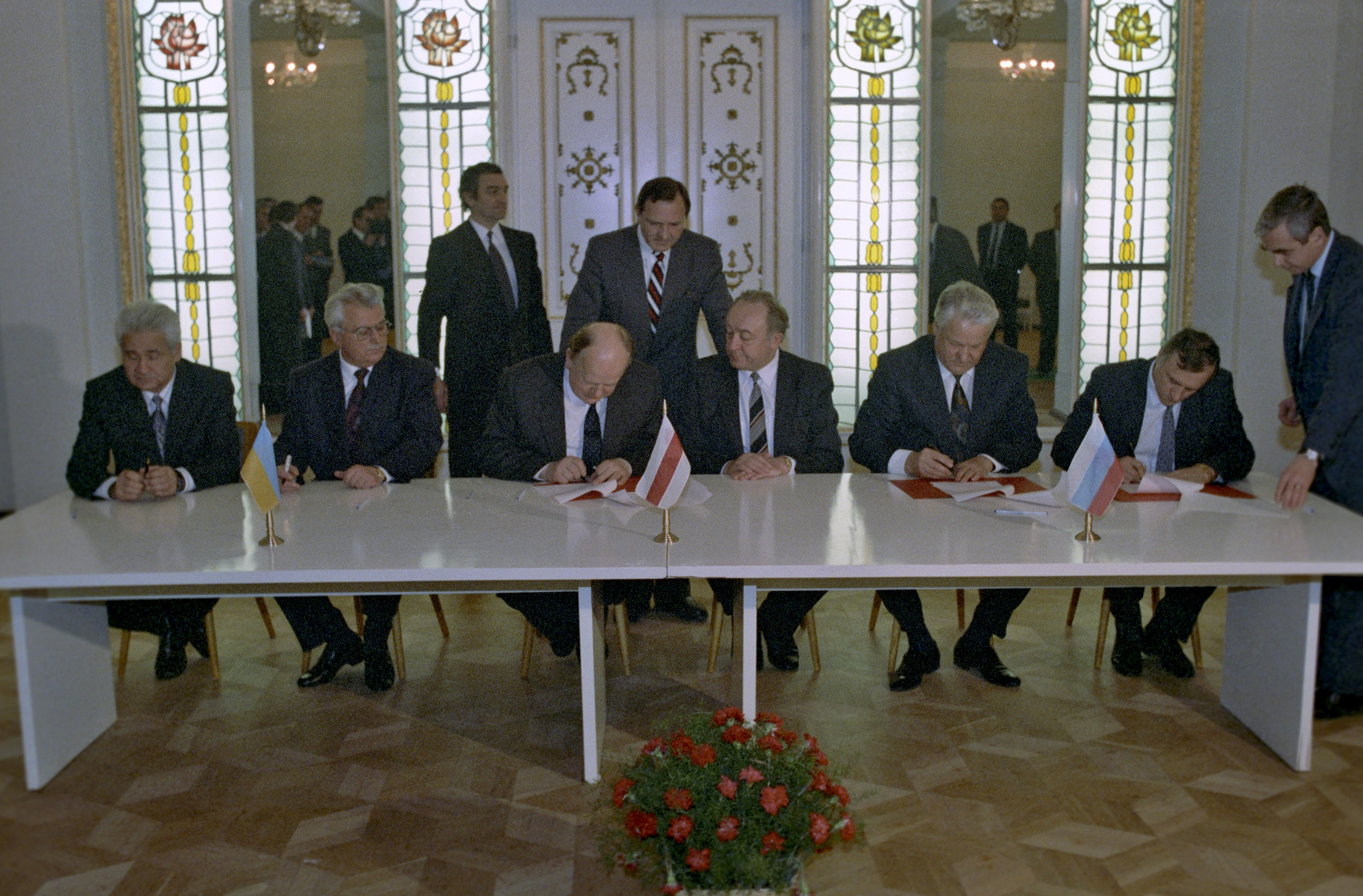
1991年12月8日签署《別洛韋日協議》

独联体作为一个共享的俄语社会、文化和经济空间，起源于俄罗斯帝国，俄罗斯帝国在1917年二月革命后被俄罗斯共和国取代。十月革命后，俄罗斯苏维埃联邦社会主义共和国随着1922年《苏联成立条约》和《苏维埃社会主义共和国联盟成立宣言》的签订，与白俄罗斯苏维埃社会主义共和国、乌克兰苏维埃社会主义共和国一起成为苏联的主要共和国。
1991年3月，在1987年苏联经济改革和政治危机加剧的情况下，苏联总统米哈伊尔·戈尔巴乔夫试图通过举行公民投票提议建立联邦，以维护苏联作为主权共和国联盟的地位。当年8月，苏联共产党强硬派在莫斯科发动未遂政变，新联盟条约从未签署。

### 创立

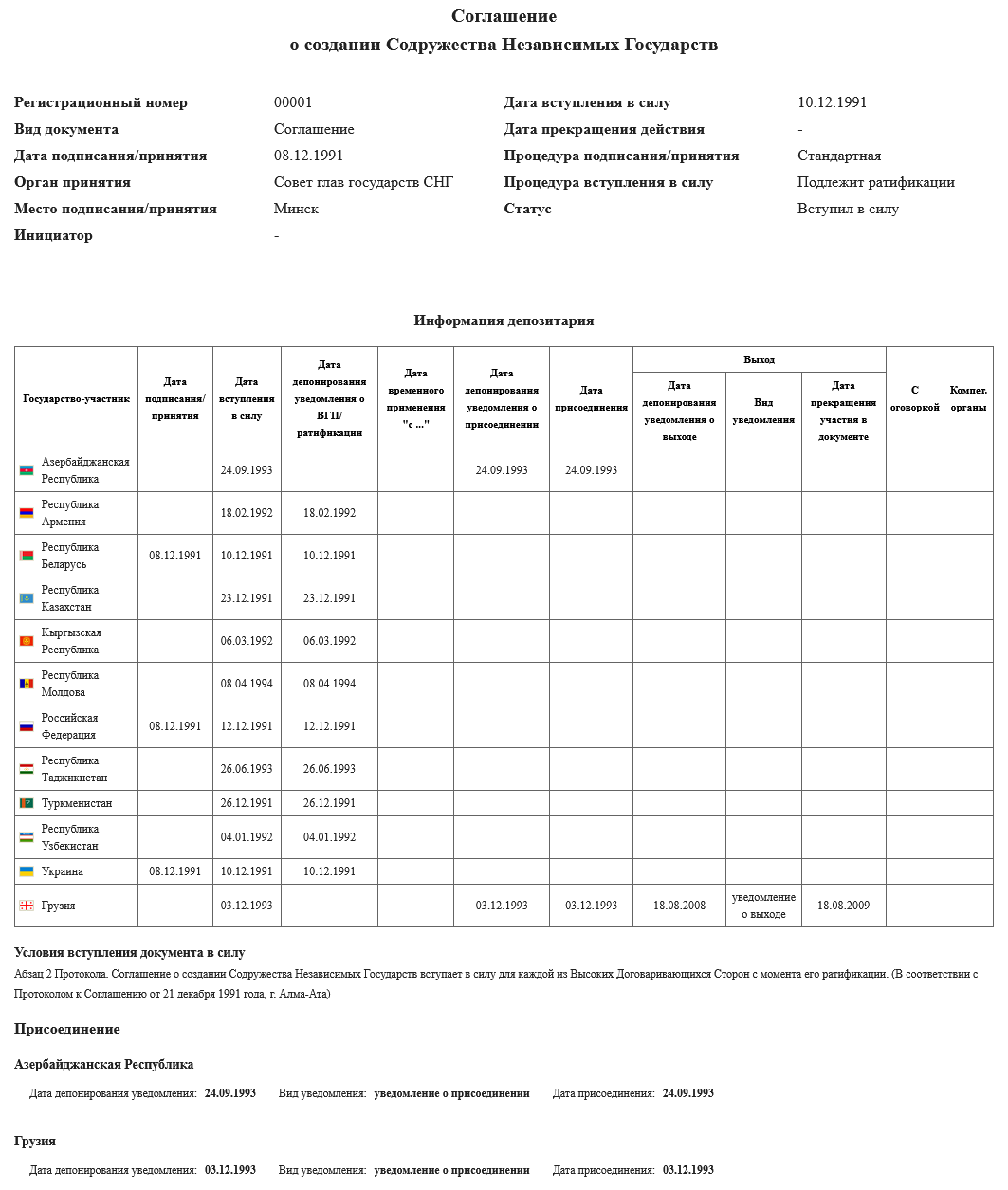
1991年12月8日《关于建立独立国家联合体的协定》。截至2024年，在独立国家联合体法律行为和其他文件统一登记册上公布的国际协定保存人提供的信息（在独立国家联邦执行委员会下）

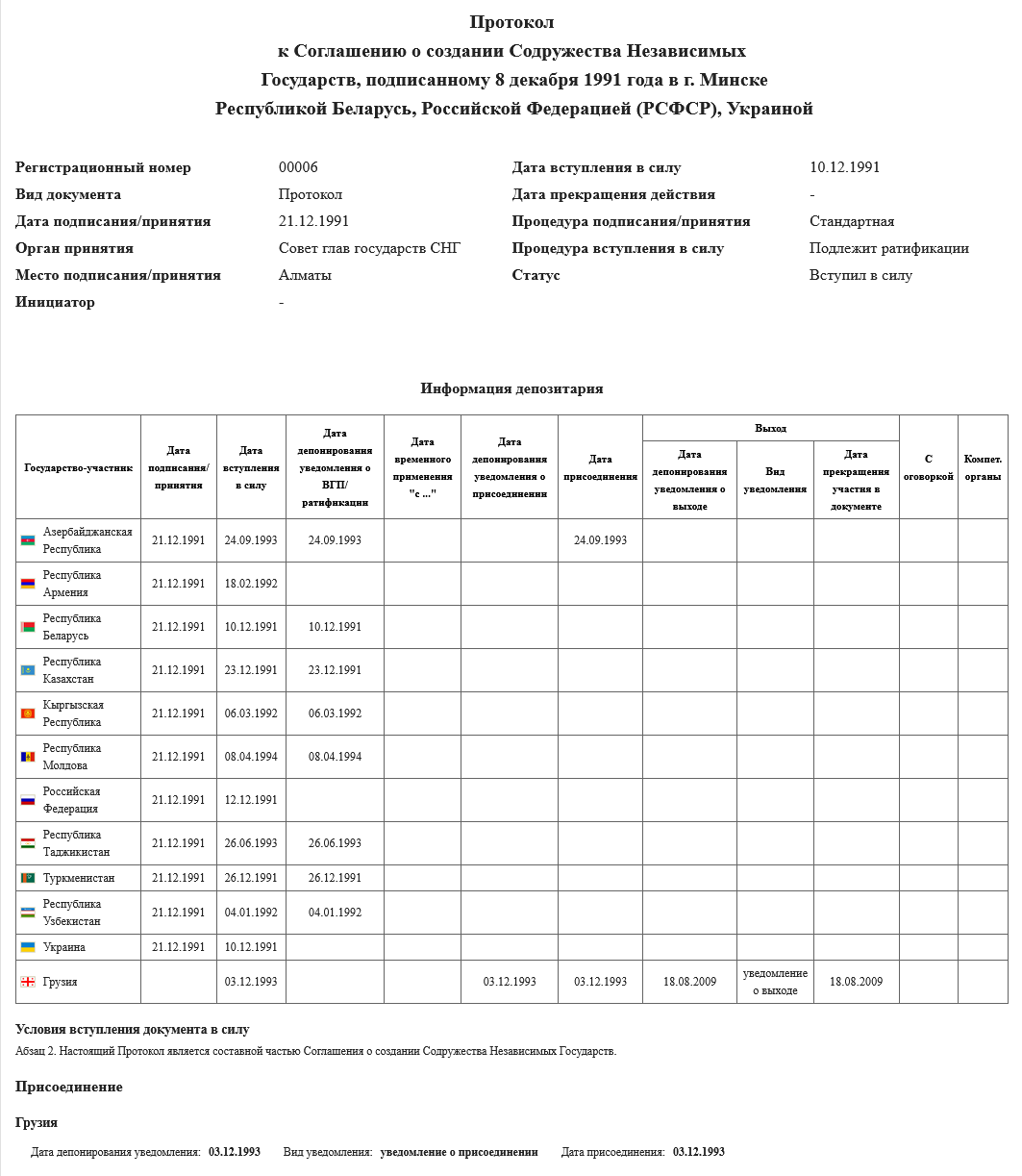
1991年12月21日《独立国家联合体协定议定书》。截至2024年，独立国家联合体法律行为和其他文件统一登记册上公布的国际协定保存人提供的信息

1991年政变失败后，苏联许多共和国因担心再次发生政变而宣布独立。1991年烏克蘭獨立公投举行一周后，苏联保持团结的可能性很低，独立国家联合体于1991年12月8日由白俄罗斯苏维埃社会主义共和国、俄罗斯苏维埃社会主义联邦共和国和乌克兰苏维埃社会主义共和国成立，三个国家的领导人在白俄罗斯布列斯特以北50公里的比亞沃維耶扎原始森林会面，并签署了《建立独立国家联合国协议》，即《别洛韦日协议》。
独联体宣布，新组织将向前苏联所有共和国和其他有共同目标的国家开放。独联体宪章规定，所有成员国都是主权国家，从而有效地废除了苏联。1991年12月21日，另外八个前苏联共和国（亚美尼亚、阿塞拜疆、哈萨克斯坦、吉尔吉斯斯坦、摩尔多瓦、土库曼斯坦、塔吉克斯坦和乌兹别克斯坦）的领导人签署了《阿拉木图宣言》，该议定书既可以被解释为将独联体扩大到这些国家，也可以被理解为独联体的适当成立或成立日期，从而使参与国的数量达到11个。格鲁吉亚于两年后的1993年12月加入。此时，15个前苏联加盟共和国中有12个加入了独联体，三个非参与国是被苏联占领的波罗的海国家。独联体和苏联在法律上短暂共存，直到1991年12月26日，独联体正式解散苏联。
苏联解体后，俄罗斯和中亚各国的经济实力减弱，国内生产总值下降。后苏联国家进行了经济改革和私有化。欧亚一体化进程在苏联解体后立即开始，以挽救后苏联国家的经济。

### 独联体宪章

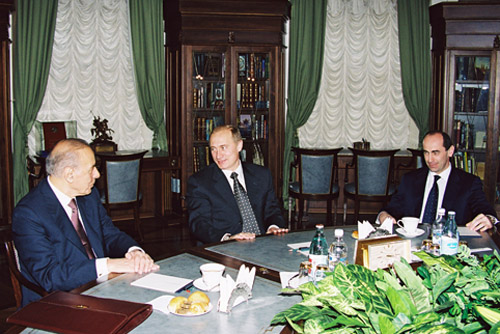
2000年6月20日至22日独联体首脑会议

1993年1月22日，《独联体宪章》（章程）签署，建立了独联体的不同机构、职能以及独联体的规则和章程。宪章还规定，所有批准《建立独联体协定》及其相关《阿拉木图宣言》的国家都将被视为独联体的创始国，只有批准宪章的国家才被视为独联体的成员国（第7条）。如果独联体国家元首理事会决定接受，其他国家可以作为准成员或观察员参加（第8条）。
除乌克兰和土库曼斯坦外，所有创始国家都批准了《独联体宪章》并成为其成员国。然而，乌克兰和土库曼斯坦继续参加独联体，但不是独联体成员国。土库曼斯坦于2005年8月成为独联体准成员。格鲁吉亚于2009年完全退出独联体，乌克兰于2018年停止参与。

### 大会秘书长
独联体的工作由秘书长协调。

### 议会间大会
独联体议会间大会于1992年3月27日在哈萨克斯坦成立。1995年5月26日，独联体领导人签署了《独立国家联合体成员国议会间大会公约》，最终得到九个议会的批准，唯一没有签署的独联体成员国是格鲁吉亚。根据公约条款，各国议会大会（IPA）被赋予了国际合法性。
大会位于圣彼得堡的塔夫利宫，是独联体的议会咨询部门，旨在讨论议会合作问题，审查共同关心的文件草案，并将示范法提交给独联体国家立法机构，供其在制定新法律和修订现有立法时使用。已通过130多份文件，确保独联体国家立法层面的法律趋近一致。议会积极参与独联体一体化进程的发展，并派遣观察员参加全国选举。2009年5月14日，大会在圣彼得堡举行了第32次全体会议。

### 进一步发展
2003年至2005年，三个独联体成员国在一系列颜色革命中经历了政权更迭：爱德华·谢瓦尔德纳泽在格鲁吉亚玫瑰革命中被推翻；维克托·尤先科在乌克兰当选；阿斯卡尔·阿卡耶夫在吉尔吉斯斯坦革命中被推翻。
2006年2月，格鲁吉亚退出独联体国防部长理事会，声明“格鲁吉亚已采取加入北约的方针，不能同时成为两个军事联盟的一部分”。在2009年8月之前，格鲁吉亚一直是独联体的正式成员。一年前，格鲁吉亚在俄格战争结束后正式宣布退出独联体。
2007年3月，俄罗斯安全理事会秘书伊戈尔·伊万诺夫对独联体的作用表示怀疑，强调欧亚经济共同体正在成为一个更有能力统一独联体的组织。格鲁吉亚退出后，乌兹别克斯坦、塔吉克斯坦和土库曼斯坦总统跳过了2009年10月的独联体会议，单独解决与俄罗斯的问题和分歧。
2009年5月，亚美尼亚、阿塞拜疆、白俄罗斯、格鲁吉亚、摩尔多瓦和乌克兰加入了由欧盟发起的东部伙伴关系计划（EaP）。EaP框架负责管理欧盟与亚美尼亚、阿塞拜疆、白俄罗斯、格鲁吉亚、摩尔多瓦和乌克兰等后苏联国家的关系。

## 成员

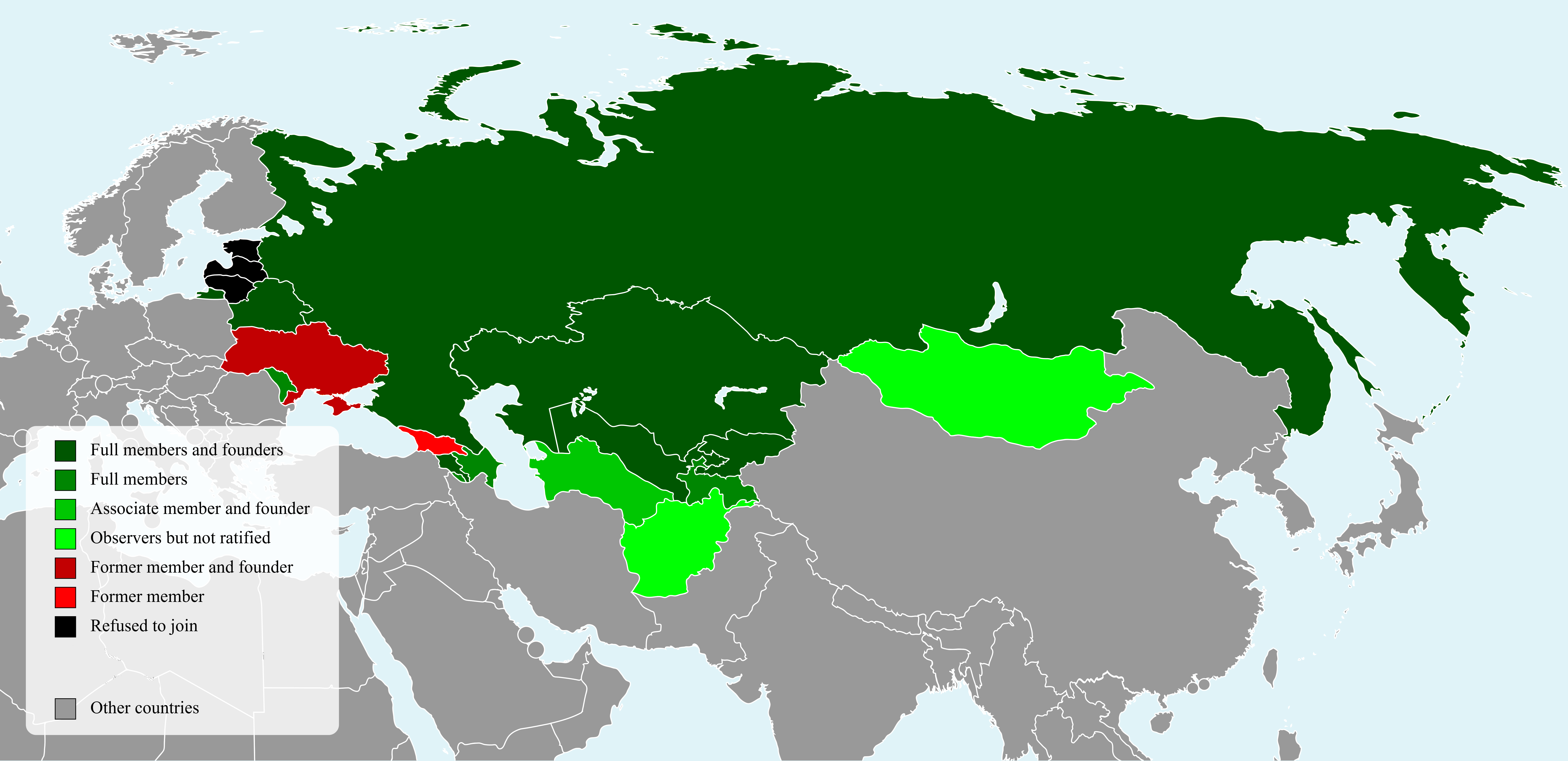
独立国家联合体有九个正式成员国

《创建协议》一直是独联体的主要组成文件，1993年1月通过了《独联体宪章》。该宪章正式确定了成员国的概念：成员国被定义为批准《独联体宪章》的国家（第2节，第7条）。其他成员可以在所有现有成员的同意下加入。在宪章通过之前批准《创建协议》的缔约方被视为“创始国”，但不算成员国。

### 成员国
| 国家     | 签署           | 批准           | 宪章批准       | 備註                          |
| -------- | -------------- | -------------- | -------------- | ----------------------------- |
| 亞美尼亞 | 1991年12月21日 | 1992年2月18日  | 1994年3月16日  | 创始成员国                    |
|          | 1991年12月21日 | 1993年9月24日  | 1993年12月14日 |                               |
| 白俄羅斯 | 1991年12月8日  | 1991年12月10日 | 1994年1月18日  | 创始成员国                    |
|          | 1991年12月21日 | 1991年12月23日 | 1994年4月20日  | 创始成员国                    |
|          | 1991年12月21日 | 1992年3月6日   | 1994年4月12日  | 创始成员国                    |
| 摩尔多瓦 | 1994年4月8日   | 1994年4月15日  | 1994年4月15日  | 2023年5月15日暂停参与相关事务 |
| 俄羅斯   | 1991年12月8日  | 1991年12月13日 | 1993年7月20日  | 创始成员国                    |
|          | 1991年12月21日 | 1993年6月26日  | 1993年8月4日   | 创始成员国                    |
|          | 1991年12月21日 | 1992年4月1日   | 1994年2月9日   | 创始成员国                    |

#### 摩尔多瓦
由于俄罗斯支持摩尔多瓦、格鲁吉亚和乌克兰境内一些地区的独立，并违反了《伊斯坦布尔协议》（《欧洲常规武装力量公约》），2014年3月25日，摩尔多瓦议会提出了谴责建立独联体协议的立法倡议，但未获批准。2018年1月，一项类似的法案被提出。
2022年6月14日，摩尔多瓦外交部长尼古·波佩斯库表示，摩尔多瓦政府正在考虑退出独联体，而5月底，摩尔多瓦总统瑪雅·桑杜表示暂时不会离开。2021年8月摩尔多瓦的一项民意调查（在俄罗斯入侵乌克兰之前）显示，48.1%的受访者支持摩尔多瓦退出独联体。
2022年11月30日，波佩斯库表示摩尔多瓦将暂停参加独联体会议。2023年2月23日，他表示摩尔多瓦已开始退出该国与独联体签署的多项条约，因为摩尔多瓦打算加入欧盟。2023年5月15日，摩尔多瓦议会议长伊戈尔·格罗苏表示，该国将退出建立独联体议会间大会的协议；他表示，加入独联体“并不能保护摩尔多瓦共和国在冬天免受能源威胁，以及对摩尔多瓦的独立和主权威胁”。
作为切断与独联体联系的一部分，2023年7月，摩尔多瓦通过了一项关于废除摩尔多瓦加入独联体国家议会间大会协议的法律。截至2023年10月，摩尔多瓦签署的282项独联体协议中有70项已经退出。
2023年12月，摩尔多瓦宣布打算在2024年之前完全退出独联体。

### 准成员国
如果得到国家元首理事会的批准，一个国家可以根据《独联体宪章》（第8条第2款）成为准成员。准成员国和观察员国可以参与独联体机构的工作。
| 国家 | 签署           | 批准           | 宪章批准 | 備註                                   |
| ---- | -------------- | -------------- | -------- | -------------------------------------- |
|      | 1991年12月21日 | 1991年12月26日 | 未批准   | 创始成员国。自2005年起開始成為聯繫國。 |

乌克兰和土库曼斯坦在1993年1月通过《独联体宪章》之前批准了《独联体创建协议》，使其成为“独联体创始国”，但没有批准独联体宪章使其成为正式成员国。这些国家虽然不是独联体的正式成员，但被允许参加独联体。他们还被允许参与各种独联体倡议，例如自由贸易区，然而，倡议大多是作为独立的多边协议制定的，而不是独联体内部制定的。
土库曼斯坦尚未批准《独联体宪章》，因此不是独联体的正式成员国。然而，它一直和其它成员国一样参与独联体活动。
土库曼斯坦自2005年8月26日起将其独联体地位改为准成员国，原因是与1995年宣布的、联合国承认的国际中立地位相一致，但也有人认为土库曼斯坦不再需要俄罗斯提供的天然气，以及颜色革命背景下俄罗斯帮助其维持内部稳定的能力的信心下降。

### 创始国
乌克兰最高拉达从未根据《独联体宪章》批准其成为独联体成员国协议，因此乌克兰从未成为独联体成员国。
乌克兰没有申请成为准成员，也没有得到国家元首理事会的批准，因此乌克兰只是一个创始国。
乌克兰确实参加了独联体，并于1994年成为独联体经济联盟的准成员国，并于2011年签署了独立国家联合体自由贸易区。
乌克兰于2018年5月退出独联体，并停止参与独联体的活动。然而，该国仍然是独联体自由贸易区等多项协议的缔约国。
| 国家   | 签署           | 批准           | 宪章批准 | 宣布退出      | 退出生效      | 備註                                           |
| ------ | -------------- | -------------- | -------- | ------------- | ------------- | ---------------------------------------------- |
| 乌克兰 | 1991年12月21日 | 1991年12月10日 | 未批准   | 2018年4月12日 | 2018年5月19日 | 创始成员国。因克里米亚危机和顿巴斯战争而退出。 |

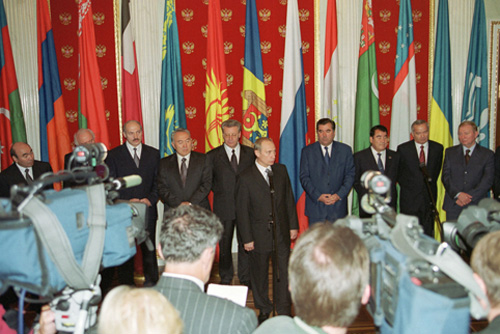
乌克兰、俄罗斯、白俄罗斯、哈萨克斯坦和其他国家的代表出席2000年6月20日至22日在莫斯科举行的独联体首脑会议

即使乌克兰是1991年12月批准《独联体创建协议》的国家之一，使其成为独联体的创始国，但乌克兰没有批准《独联体宪章》，因为它不同意俄罗斯是苏联的唯一合法继承国。因此，它从未成为独联体的正式成员国。然而，乌克兰在国家元首理事会的同意下继续参加独联体的活动，而乌克兰从未申请获得准成员国的身份。
2014年2月俄乌战争爆发后，俄乌关系恶化，导致乌克兰考虑停止参与独联体活动。由于乌克兰从未批准宪章，因此乌克兰可以停止非正式地参与独联体活动。为了完全终止与独联体的关系，乌克兰需要像格鲁吉亚一样合法退出《独联体创建协议》。2014年3月14日，乌克兰议会提出了一项法案，谴责其批准独联体创建协议，但法案从未生效。2014年烏克蘭議會選舉后，提出了一项谴责独联体协议的新法案。2015年9月，乌克兰外交部表示乌克兰将继续“有选择性地”参加独联体活动。
2018年4月，乌克兰总统彼得罗·波罗申科表示，乌克兰将正式退出独联体。2018年5月19日，波罗申科签署了一项法令，正式终止乌克兰对独联体法定机构的参与。
截至2018年6月1日，独联体秘书处尚未收到乌克兰关于退出独联体的正式通知，在发出通知后，退出独联体需要一年时间才能完成。独联体秘书处表示将继续邀请乌克兰参加活动。乌克兰表示，它打算审查其对独联体所有协定的参与情况，只继续参与符合其利益的协定。2023年5月3日，乌克兰正式退出1992年成立独联体议会间大会的协议。2023年和2024年，乌克兰还退出了一些协议，包括2001年独立国家联合体（独联体）关于合作提供危险工业设施安全的协议、1996年独联体关于在紧急情况下合作从第三国撤离国民的协议、1992年独联体缔约国关于军事人员、退役人员及其家属的社会和法律保障的协议、《1992年关于建立边防部队指挥官理事会的协议》和《关于建立独立国家联合国国家间文件加密通信系统的协议》。

### 前成员国
| 国家 | 签署          | 批准          | 宪章批准      | 宣布退出      | 退出生效      | 備註                         |
| ---- | ------------- | ------------- | ------------- | ------------- | ------------- | ---------------------------- |
|      | 1993年12月3日 | 1993年12月3日 | 1994年4月19日 | 2008年8月18日 | 2009年8月18日 | 因2008年南奥塞梯战争而退出。 |

爱德华·谢瓦尔德纳泽在被颜色革命推翻后，格鲁吉亚于2006年2月正式退出独联体国防部长理事会，称“格鲁吉亚已采取加入北约的方针，不能同时成为两个军事结构的一部分”。然而，格鲁吉亚仍然是独联体的正式成员国。
2008年俄罗斯-格鲁吉亚战争结束后，总统米哈伊爾·薩卡什維利在首都第比利斯发表公开演讲，宣布格鲁吉亚将退出独联体，格鲁吉亚议会于2008年8月14日一致投票决定退出组织。2008年8月18日，格鲁吉亚外交部向独联体执行委员会发出照会，通知其格鲁吉亚议会的上述决议和格鲁吉亚退出独联体。根据《独联体宪章》（第1节第9条），格鲁吉亚的退出将于12个月后，即2009年8月18日生效。

## 人权

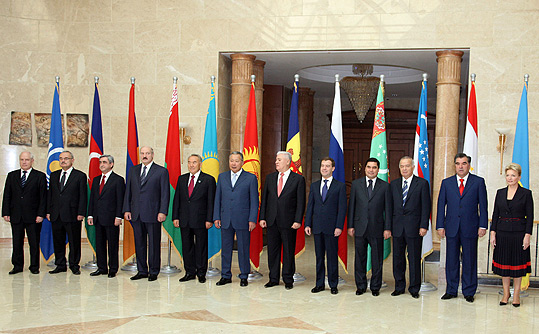
2008年独联体领导人参加比什凯克会议

独联体自成立以来的主要目标之一是讨论与新独立国家的社会和经济发展有关的问题提供一个论坛。为了实现这一目标，成员国已同意促进和保护人权。最初，实现这一目标的努力只是一种善意的声明，但1995年5月26日，独联体通过了《独立国家联合体人权和基本自由公约》。
1991年，《独联体宪章》第33条设立了一个人权委员会，总部位于白俄罗斯首都明斯克。独联体国家元首理事会1993年的决定证实了这一点。1995年，独联体通过了一项人权条约，其中包括公民权利和政治权利以及社会和经济权利。条约于1998年生效。独联体条约以《欧洲人权公约》为蓝本，但缺乏后者的执行机制。在独联体条约中，人权委员会的权力定义非常模糊。然而，独联体成员国也作为一项决定通过了《人权委员会章程》，赋予委员会接受国家间和个人的权利。
独联体成员国，特别是中亚成员国，仍然是世界上人权记录最差的国家之一。许多活动人士指出，2005年乌兹别克斯坦安集延事件等例子表明，自苏联解体以来，中亚地区的人权几乎没有改善。弗拉基米尔·普京总统的权力巩固导致俄罗斯前几年的人权进步逐步开始下降。当涉及到独联体其他成员国的人权状况时，俄罗斯几乎没有展开审查。独联体成员国的人权达到基本国际标准依然面临严重挑战。

## 军事

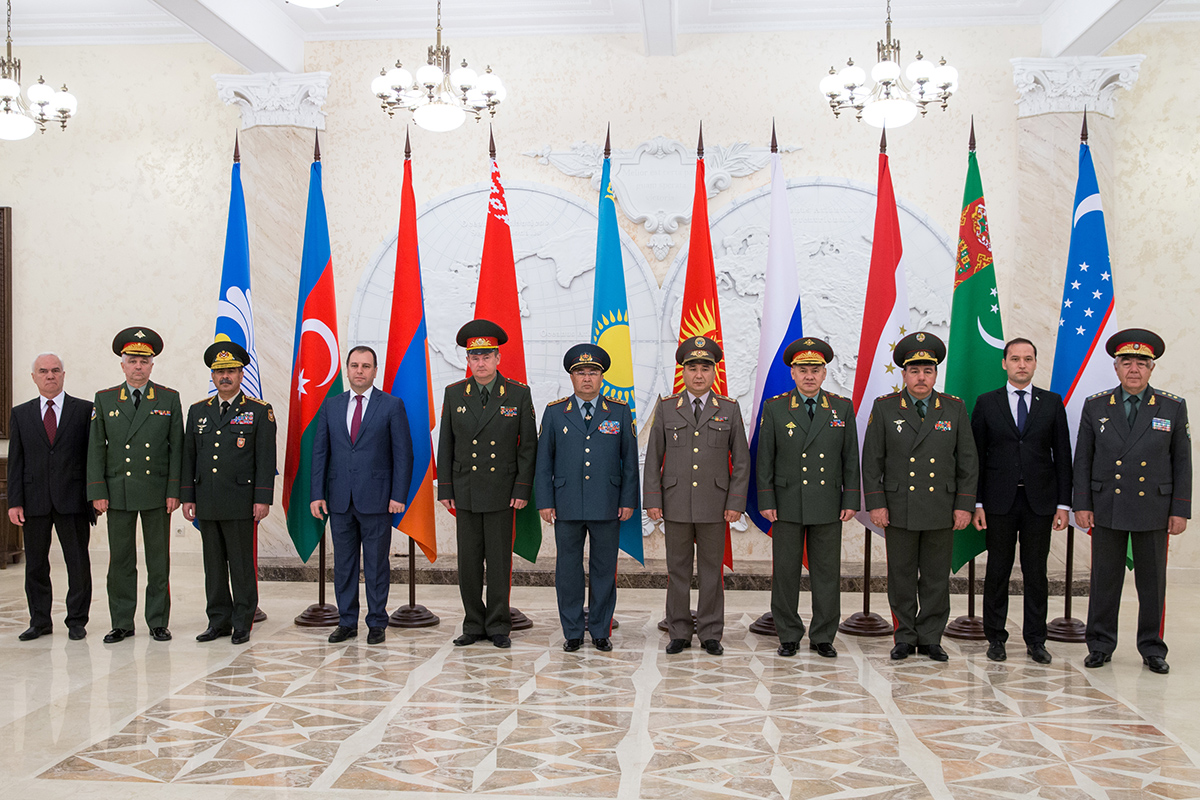
2017年在莫斯科举行的国防部长会议成员

《独联体宪章》设立了独联体国防部长理事会，其任务是协调独联体成员国的军事合作。
1992年5月，六个独联体国家签署了《集体安全条约》（也称《塔什干条约》）。另外三个后苏联国家于1993年签署了该条约，该条约于1994年生效，并持续5年。当条约后续签署时，有三个国家退出，亚美尼亚、白俄罗斯、哈萨克斯坦、吉尔吉斯斯坦、俄罗斯和塔吉克斯坦为成员国。
1993年12月，独联体武装部队总部被废除。相反，“独联体国防部长理事会在莫斯科设立了独联体军事合作协调总部（MCCH），50%的资金由俄罗斯提供。”
独联体成员国军事和国防合作领域一体化进程的一个重要表现是1995年建立了独联体联合防空系统。多年来，独联体联合防空系统的军事人员在独联体西部和欧洲边境增加了一倍，在南部边境增加了1.5倍。
2002年，六个成员国同意建立集体安全条约组织（CSTO）作为军事联盟。2007年，集体安全条约组织成员国同意建立一支集体安全条约组织维和部队。
集安组织成立的最初目标之一是解决独联体成员国之间的争端。然而，俄罗斯对格鲁吉亚境内两个分离主义地区的公开支持、俄罗斯占领克里米亚和对乌克兰分离主义地区的支持、亚美尼亚和阿塞拜疆之间的冲突以及吉尔吉斯斯坦和塔吉克斯坦边境争端，都表明集安组织在解决成员国争端时成果不大。

## 经济
腐败和官僚主义是独联体国家贸易中共同存在的严重问题。
哈萨克斯坦总统努尔苏丹·纳扎尔巴耶夫提议独联体成员国采取数字化议程，使独联体经济现代化。

### 标准和规则
独联体经济标准最初由苏联政府制定，作为其国家标准化战略的一部分。苏联解体后，其标准获得了地区标准的新地位。它们现在由独立国家联合体特许的标准组织欧亚标准化、计量和认证委员会（EASC）管理。

### 独联体内部的超国家一体化倡议、贸易和经济合作
1993年9月24日，一些独联体国家签署了《经济联盟协定》。其目的是为缔约国经济的稳定发展创造条件，以提高成员国的人口生活水平和生活质量，并且也达成了其它具体协议。
独联体自由贸易协定的条款允许成员国与其他国家签订自由贸易协定，以及加入或创建关税同盟。与其他独立国家联合体协议一样，该协议不规范与第三国的关系，并允许有差异化整合。

#### 1994年双边自由贸易协定和过境自由框架

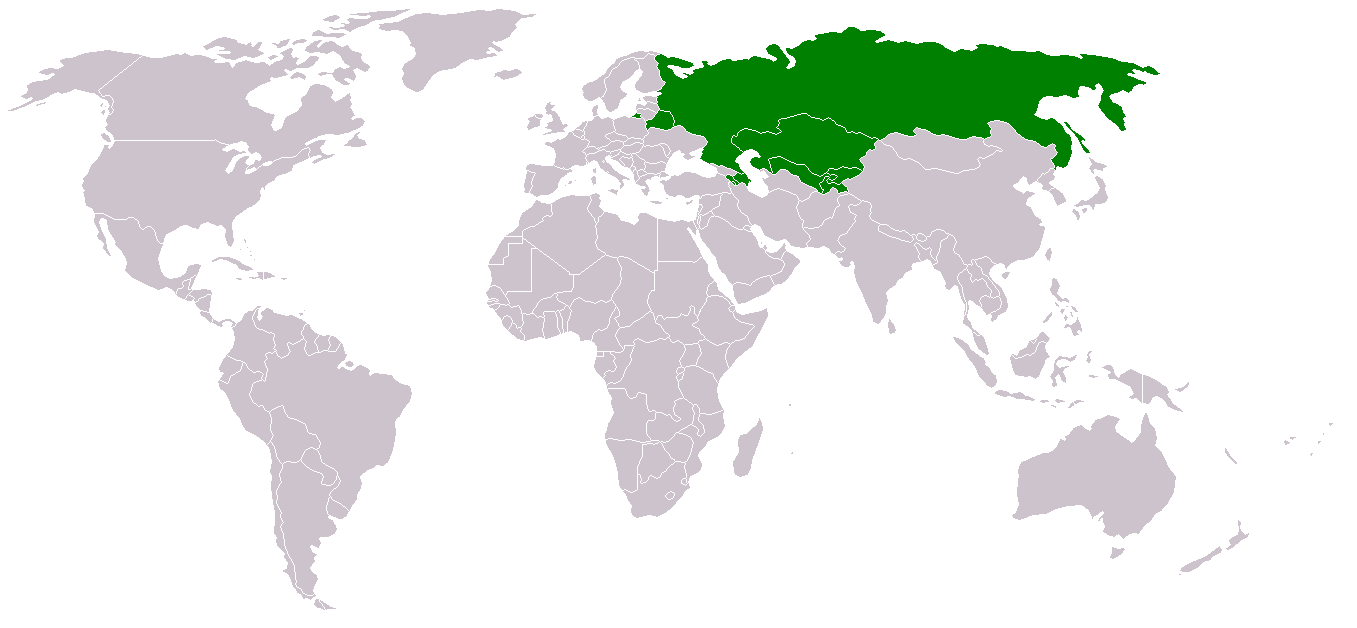
1994年协议签署方

1994年4月15日，在莫斯科举行的独立国家联合体国家元首理事会会议上，亚美尼亚、阿塞拜疆、白俄罗斯、格鲁吉亚、哈萨克斯坦、吉尔吉斯斯坦、摩尔多瓦、俄罗斯、塔吉克斯坦、土库曼斯坦、乌兹别克斯坦和乌克兰等12个国家的总统签署了《关于建立自由贸易区的协定》。协定于1994年12月30日对已完成批准的国家生效。截至2023年，该协定对亚美尼亚、阿塞拜疆、白俄罗斯、格鲁吉亚、哈萨克斯坦、吉尔吉斯斯坦、摩尔多瓦、塔吉克斯坦、乌兹别克斯坦和乌克兰全面生效，而俄罗斯和土库曼斯坦暂时适用该协定。据独立国家联合体执行委员会称，没有国家停止参与、暂时保留或暂停协定。
在独联体1994年框架协议的基础上缔结的双边自由贸易协定。根据独立国家联合体执行委员会的分析，1994年的版本尚未规定多边自由贸易，但缔结了许多双边协定。根据1994年的版本，自由贸易制度在条件得到满足时生效，但例如，过境自由在参与者之间立即生效。根据案文，过境运输不应受到不合理的延误或限制，过境条件，包括任何运输方式的运输关税和服务提供，不应比国内托运人、收货人和货物所有人的条件差，也不应比任何第三国的条件差。

#### 1999年10国间引入多边自由贸易的议定书
1999年4月2日，亚美尼亚、阿塞拜疆、白俄罗斯、格鲁吉亚、哈萨克斯坦、吉尔吉斯斯坦、摩尔多瓦、俄罗斯、塔吉克斯坦、乌兹别克斯坦和乌克兰等11个国家的总统在莫斯科签署了1994年4月15日《关于建立自由贸易区协定的修正和补充议定书》。1994年）。土库曼斯坦没有参加。该议定书于1999年11月24日对已完成批准的国家生效。截至2023年，该议定书已对所有国家生效，即亚美尼亚、阿塞拜疆、白俄罗斯、格鲁吉亚、哈萨克斯坦、吉尔吉斯斯坦、摩尔多瓦、塔吉克斯坦、乌兹别克斯坦和乌克兰，但俄罗斯除外，俄罗斯仍是签署国，但尚未通知生效或暂时适用。根据独立国家联合体执行委员会的说法，没有人停止参与议定书或暂停其适用，阿塞拜疆对亚美尼亚的不适用提出了一项保留，格鲁吉亚和乌克兰表达了两项具体意见。
根据独立国家联合体执行委员会的分析材料，1999年议定书以多边制度取代了现有的双边自由贸易制度，取消了所有费用以及具有同等效力的税收和征税，并对自由贸易协定参与国相互贸易中的货物进出口进行了数量限制，建立了争端解决程序等。1999年版本提到了世界贸易组织的原则，设想在经济政策、支付、海关合作、税收、科学方面进行合作，规定了禁止征收新关税和限制的棘轮效应，规定了不低于任何第三国的待遇，并规定了在无歧视的过境自由原则的基础上进行货物过境。
2011年《独联体自由贸易协定》规定，1994年的协定和1999年的议定书不再适用于其八个参与者（俄罗斯、乌克兰、白俄罗斯、哈萨克斯坦、吉尔吉斯斯坦、塔吉克斯坦、亚美尼亚和摩尔多瓦），但在其它国家继续适用。
国际贸易中心表示，阿塞拜疆和格鲁吉亚在与俄罗斯和土库曼斯坦以外的其他独联体国家的贸易中仍在使用1994年由12个独联体国家签署的《建立自由贸易区协定》。据报道，在塔吉克斯坦批准乌兹别克斯坦加入2011年独联体自由贸易区条约之前，乌兹别克斯坦和塔吉克斯坦之间也在双边使用该协议。

#### 2011年9国多边自由贸易区条约

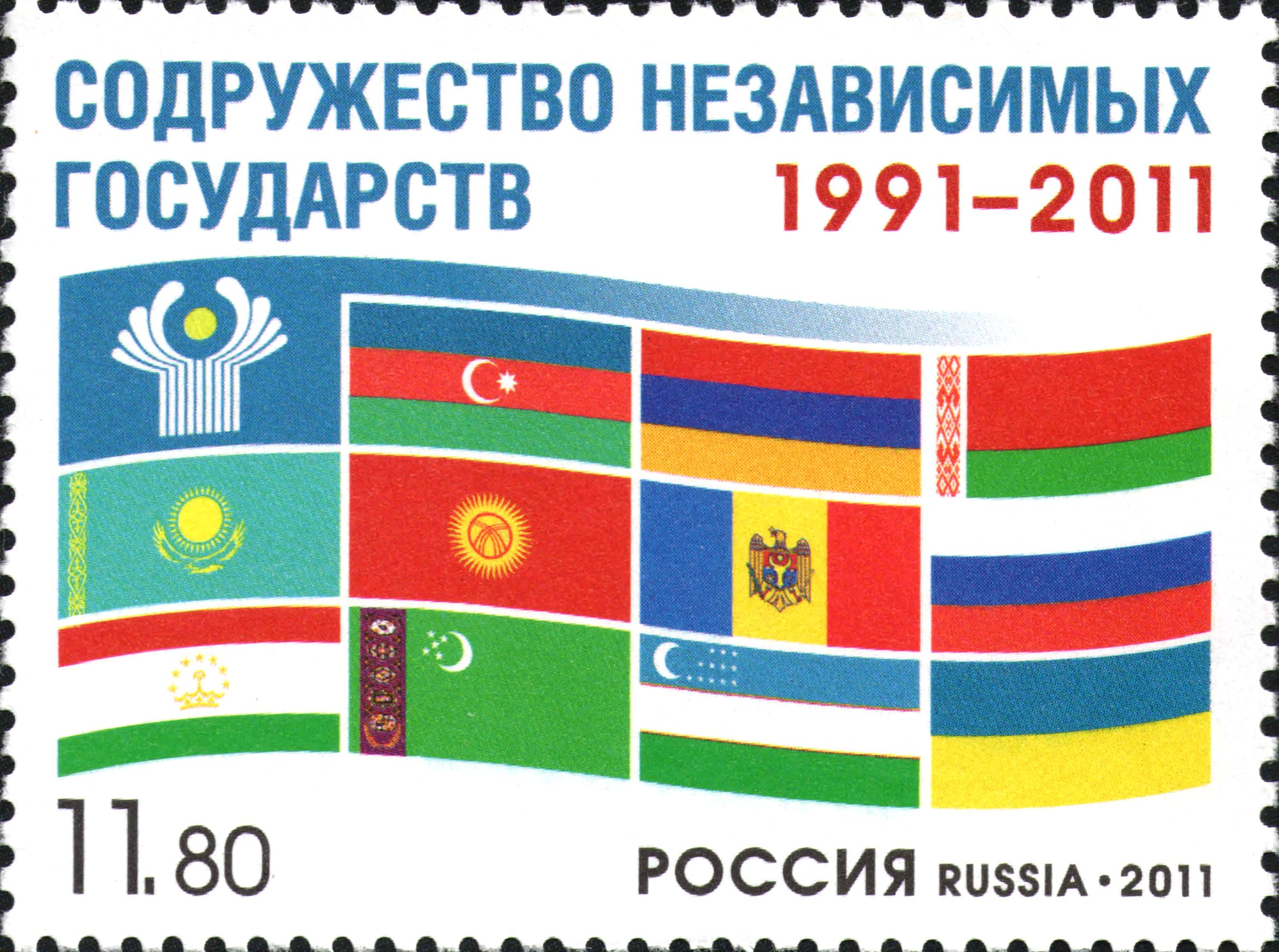
1991-2011年独立国家联合体邮票

2011年条约签署国和缔约国

2009年，一项新的协议开始创建自由贸易区，即独联体自由贸易协定（CISFTA）。2011年10月，独联体十一位总理中的八位签署了新的自由贸易协定；亚美尼亚、白俄罗斯、哈萨克斯坦、吉尔吉斯斯坦、摩尔多瓦、俄罗斯、塔吉克斯坦和乌克兰在圣彼得堡举行的会议上。最初，该条约仅得到俄罗斯、白俄罗斯和乌克兰的批准。2012年底，哈萨克斯坦、亚美尼亚和摩尔多瓦也完成了批准。2013年12月，乌兹别克斯坦签署并批准了该条约，而其余两个签署国吉尔吉斯斯坦和塔吉克斯坦后来分别于2014年1月和2015年12月批准了该公约。阿塞拜疆是独联体唯一没有加入自由贸易区的成员国。
自由贸易协定取消了几种商品的进出口关税，但也包含了一些最终将逐步取消的豁免。在2011年10月的同一次会议上，还就独联体货币监管和货币控制的基本原则签署了一项协议。

#### 2023年7国服务自由贸易协定
2023年6月8日，亚美尼亚、白俄罗斯、哈萨克斯坦、吉尔吉斯斯坦、俄罗斯、塔吉克斯坦和乌兹别克斯坦在索契签署了《服务、设立、运营和投资自由贸易协定》。

## 其他活动

### 选举监督
独联体选举监督组织是一个选举监督机构，于2002年10月成立，此前独立国家联合体国家元首会议通过了《独立国家联合体内成员国民主选举、选举权利和自由标准公约》。自那时起，独联体国家选举办公室一直在向独联体成员国派遣选举观察员。
学者们认为独联体选举监督的质量很低，因为独联体倾向于验证明显有缺陷的选举。

#### 争议
选举监督机构批准了许多受到独立观察员批评的选举。
- 独联体质疑橙色革命后2004年乌克兰总统选举最后一轮选举的民主性质，该选举使前反对派上台，而欧洲安全与合作组织（欧安组织）没有发现任何重大问题。这是独联体观察小组首次质疑选举的有效性，称选举应被视为非法。2005年3月15日，乌克兰独立新闻社援引乌克兰外交部发言人德米特罗·斯维斯特科夫言论，称乌克兰已暂停参加独联体选举监督组织。

- 独联体赞扬2005年乌兹别克斯坦议会选举是“合法、自由且透明的”，而欧安组织则称乌兹别克斯坦选举“严重低于欧安组织和民主选举的国际标准”。[92][93]

- 摩尔多瓦当局拒绝邀请独联体观察员参加2005年摩尔多瓦议会选举，俄罗斯表示批评。来自白俄罗斯和俄罗斯的数十名观察员被禁止前往摩尔多瓦。[94]

- 独联体观察员监督了2005年塔吉克斯坦议会选举，并宣布选举“合法、自由且透明”。欧安组织宣布选举不符合民主选举的国际标准。

- 独联体称赞2005年吉尔吉斯斯坦议会选举（英语：2005 Kyrgyz parliamentary election）“组织良好、自由和公平”，不久之后，全国各地爆发了大规模示威活动，抗议反对派操纵议会选举。欧安组织则报告称，选举在多方面没有达到国际标准。[95]

- 议会间大会的国际观察员表示，2010年乌克兰地方选举（英语：2010 Ukrainian local elections）组织良好。欧洲委员会发现了与选举前批准的新选民法有关的一些问题，奥巴马政府（英语：Presidency of Barack Obama）批评了选举，称其“不符合公开和公平的标准”。[96][97][98]

### 俄语地位
俄罗斯敦促所有独联体成员国将俄语认定为官方语言。俄语目前是四个独联体国家的官方语言：俄罗斯、白俄罗斯、哈萨克斯坦和吉尔吉斯斯坦。俄语也被德涅斯特河沿岸和摩尔多瓦加告兹自治领土单位的认定为官方语言。2010年乌克兰大选后，乌克兰总统亚努科维奇表示“将继续推广乌克兰语作为乌克兰唯一的官方语言。”

### 体育活动
苏联解体时，各个运动队已被邀请参加或有资格参加1992年的各种体育赛事。独联体联合小组在发挥了一些作用。“奥林匹克运动会独联体代表团”参加了1992年冬季奥林匹克运动会和1992年夏季奥林匹克运动会，獨聯體國家足球隊参加了1992年欧洲足球锦标赛。独联体班迪队在1992年1月进行了一些友谊赛，最后一次亮相是在1992年俄罗斯政府杯上，与新成立的俄罗斯国家班迪队进行了比赛。1991-1992年的苏联乐队锦标赛被重新命名为独联体锦标赛，并持续了一年，后改组为俄罗斯乐队。
2017年，在乌里扬诺夫斯克举办了一场名为“独立国家联合体国家体育运动会”的国家体育运动节。主要的运动项目有桑博、拔河、马式摔跤、戈罗德斯、皮带摔跤、拉普塔、溜冰场、提壶铃、国际象棋和射箭。
2021年，第一届独联体运动会在喀山举行，有9个国家和2000名运动员参加。第二届独联体运动会于2023年在白俄罗斯举行。

### 文化活动
独联体也是前苏联国家文化合作的论坛。2006年，独联体政府首脑理事会成立了政府间教育、科学和文化合作基金会。自成立以来，基金会在很大程度上依赖于俄罗斯的财政支持，并支持了多项多边文化活动，包括“独联体文化之都”倡议。2017年，亚美尼亚城市戈里斯被宣布为独联体年度文化之都，2022年是卡拉科尔。

## 独联体框架外的后苏联组织和倡议

### 欧亚经济共同体和欧亚经济联盟

#### 共同经济空间
在讨论了俄罗斯、乌克兰、白俄罗斯和哈萨克斯坦等独联体国家之间建立共同市场的问题后，2003年2月23日在新奧加廖沃举行会议，宣布原则上就建立这一空间达成协议。共同经济空间将包括一个设在基辅的超国家贸易和关税委员会，最初由哈萨克斯坦代表领导，不从属于四国政府。最终目标将是建立一个对其他国家也开放的区域组织，并可能出现单一货币。
2003年5月22日，乌克兰最高拉达（乌克兰议会）以266票赞成和51票反对联合经济空间。大多数人认为维克托·尤先科在2004年乌克兰总统选举中的胜利是主要原因：尤先科对乌克兰加入欧盟表现出兴趣，不想与独联体建立共同经济空间。维克托·亚努科维奇于2010年4月27日表示：“乌克兰今天不可能加入俄罗斯、白俄罗斯和哈萨克斯坦的关税同盟，因为世贸组织的经济和法律政策不允许，我们根据世贸组织的原则制定政策”。乌克兰自2008年开始一直是世贸组织成员国。
白俄罗斯、哈萨克斯坦和俄罗斯关税同盟于2010年成立，2012年关税同盟更名为欧亚关税同盟，2015年亚美尼亚和吉尔吉斯斯坦加入关税同盟。

### 俄白联盟国
俄白联盟国是由俄罗斯和白俄罗斯于1997年4月2日根据《白俄罗斯和俄罗斯联盟条约》而成立的超国家实体。两国公民可依据该条约在俄白两国间自由生活和定居。

### 中亚合作组织
哈萨克斯坦、吉尔吉斯斯坦、塔吉克斯坦、土库曼斯坦和乌兹别克斯坦于1991年成立了歐亞經濟共同體（CAC）。该组织于1994年继续作为中亚经济联盟（CAEU），塔吉克斯坦和土库曼斯坦没有参加。1998年，它成为中亚经济合作组织（CAEC），标志着塔吉克斯坦的回归。2002年2月28日，它更名为现在的名字。俄罗斯于2004年5月28日加入。2005年10月7日，成员国决定乌兹别克斯坦将加入欧亚经济共同体，两个组织将合并。这些组织于2006年1月25日加入。目前尚不清楚非欧亚经济共同体观察员的中亚合作组织观察员（格鲁吉亚和土耳其）将如何变化。

### 国家民主与权利共同体
后苏联时代有争议的阿布哈兹、南奥塞梯和德涅斯特河沿岸都是国家民主与权利共同体的成员，该共同体旨在加强成员之间的合作交流。

### 古阿姆民主和经济发展组织
古阿姆民主和经济发展组织是由四个后苏联国家组成的区域性国际组织：格鲁吉亚、乌克兰、阿塞拜疆和摩尔多瓦。